# Summerhill
Az angliai Leistonban működő Summerhilli Szabad Iskola egy reformpedagógiai kezdeményezés. A kezdetektől fogva nem kötelező az órák látogatása, az iskolában széles jogkörű közös tanár-diák önkormányzat működik. Az 1960-as években vált híressé az USA-ban és Nyugat-Németországban az alapító, A. S. Neill „Summerhill – a radical approach to child rearing” c. könyve nyomán.

## Története
A summerhilli iskola egy magániskola Angliában, Suffolk megye Leiston nevű városában, kb. 160 km-re Londontól. Alexander Sutherland Neill alapította 1921-ben.
Az iskola épülete nagy telekkel és sok melléképülettel a Neill család tulajdona. Neill halála után az iskola vezetését második felesége, Ena Neill vette át, és vezette azt egészen 1985-ig. Azóta Neill egyetlen gyermeke, az 1946-ban született Zoë Readhead az igazgató.
A skót A. S. Neill az 1968-as egyetemista mozgalom idején lett híres, mint szokatlan, utánozhatatlan iskolaalapító és pedagógus. A summerhilli iskola lett a tekintélyellenes nevelés megtestesítője, és mint ilyen, heves viták kereszttüzébe került. Az 1969 decemberében megjelent „Theorie und Praxis der antiautoritären Erziehung” című könyv (A tekintélyellenes nevelés elmélete és gyakorlata) 1970 szeptemberéig 500 000, mára több mint 1,1 millió példányban kelt el. Neill életművének legjavát a két világháború között alkotta.  

## Módszere
A bentlakásos iskolában az 1930-as évek eleje óta minden szombat este összegyűlnek a gyerekek és az iskolában dolgozó felnőttek (korábban ilyen gyűléseket rendszertelenül, szükség esetén hívtak össze). A gyűlés megbeszéli az iskolaközösség minden ügyét, és többségi szavazással dönt a törvényekről és büntetésekről. Az iskola minden tagjának – a hatéves gyerektől az igazgatóig – egyforma szavazati és megszólalási joga van, és a meghozott törvények és büntetések is ugyanúgy mindenkire érvényesek.
Neill mindig hangsúlyozta, hogy gondolataira és módszerére legnagyobb hátassal egy Homer Lane nevű amerikai barátja volt, aki 1925-ben hunyt el. Homer Lane előbb az Egyesült Államokban, majd Angliában vezetett gyerekköztársaságokat, ahova fiatalkorú bűnözőket vett fel. Homer Lane-en keresztül kapcsolódott Neill a szabadelvű pszichoanalitikus pedagógiához. Neill életműve része a századfordulón megindult társadalmi és pedagógia reformmozgalomnak, amely a pszichoanalízisre alapozva akarta az iskolarendszert, a büntetésvégrehajtást szocialista elveken megreformálni. A gyerekköztársaságok egy része is ehhez a szabadelvű mozgalomhoz tartozott. Neill ebben a mozgalomban töltött be fontos szerepet. 
Iskolája alapítása előtt újságíróként kiadója volt egy reformpedagógiai folyóiratnak és a kor egyik leghíresebb angliai reform-iskolájában dolgozott, mint tanár. Első pedagógiai írásaitól az utolsóig egy ponton volt radikálisabb, mint az összes többi pedagógus beleértve Maria Montessorit is, nevezetesen, hogy védte az egyéni szabadságot, az egyenlőséget, az önrendelkezést minden tekintéllyel és kulturális normával szemben. Szemben minden egyéb pedagógussal Neill nem volt hajlandó tudomásul venni a szabadság mégoly burkolt megcsonkítását sem. Az, hogy Neill álláspontjával sok ellenséget szerzett magának elsősorban azzal magyarázható, hogy nem reformer volt, aki bizonyos problémákat akart megoldani, hanem az egészet akarta radikálisan megváltoztatni. Az iskolarendszer alapjait tette kérdésessé: a nevelés céljait, annak morális tartóoszlopait: a fiatalok szabad szexualitását a házasság intézménye és a szexuális elnyomás helyett, a vallást, az intézményeket: az egyházat, a hadsereget, az iskolát. Az értékrendszert: az iskolai sikert, a képzést, a kultúrát, a szociális státust, a nevelő tekintélyét, és módszereit, ezen belül elsősorban a büntetéshez való jogot. A büntetést, félelemkeltest a büntetéssel való fenyegetést nemcsak, hogy haszontalannak és károsnak, hanem egyenesen bűnnek nevezte.
A társadalom, amelyet Neill a fennálló helyett elképzelt elsősorban az egyéni szabadságra, az emberi egyenlőségre építene, a közösségi önigazgatásra, amelyek összességet Neill demokráciának nevezte, szemben a társadalomra ma jellemző fő vonással, amely szerinte az uralomvágyra épül, amely kifejeződik a társadalom legfontosabb tartópilléreiben: Tekintélyben, hatalomban, a jogban a büntetésre, erőszakra. Mindezekből érthető, hogy Neillt miért állítják úgy be, mint aki a laissez-faire nevelés apostola volt. Nem veszik észre, hogy, bár Neill elvette a személyiség tervezett, direkt formálását, másrészt azonban egy másik nevelési módszert állított helyébe: a nevelő itt nem konkrét utasításokat ad, hanem közvetetten (indirekt módon) struktúrákat épít, mint amit ebben a cikkben megpróbálunk leírni a summerhilli iskolai önkormányzatának példáján. A nevelő nem passzív, mint azt egy laissez-faire nevelőtől elvárjuk, hanem nagyon is aktívan, építi, erősíti a rendszert, de ez nem közvetlen állandó utasítgatással történik, hanem a struktúrák építésével, részvétellel a mindennapi életben.

## Lásd még
- Demokratikus iskola

### Televíziós megjelenések
- Az iskola volt a témája az 1987-es Being Happy is What Matters Most (Boldognak lenni, ami leginkább számít)  ITV dokumentum filmnek.[3]

- 1992-ben, a Channel 4 csatorna Cutting Edge sorozatában a Summerhill at 70, rész témája volt.[4][5]
- 2008-ban a CBBC Channel mutatta be először a "Summerhill" 4 epizódos TV sorozatot.[6] Ebben valós események dramatizált feldolgozásával mutatja be a 2000-es pert, és hozzá vezető eseményeket.[7] Sok felvétel az iskola területén készült, a háttérszínészek az iskola tanulói voltak. A sorozat BAFTA díjakat kapott és több színész karrierjét indította el:
  - Eliot Otis Brown Walters - Ryan
  - Holly Bodimeade - Maddy
  - Jessie Cave - Stella
  - Olly Alexander - Ned
  - Sam Hoare - Phil

## Külső hivatkozások
- Az iskola honlapja (angolul)
- Magyar nyelvű írások Summerhillröl a Demokratikus Nevelésért és Tanulásért Egyesület internet oldalain
- Foti-peter.hu – Magyar publikációk Summerhillről és a demokratikus iskolarendszerről
- Látogatás Summerhillben – Fóti Péter cikke a Taní-tani honlapján
- Magyar nyelvű interjú Zoë Readhead-del, az iskola igazgatónőjével Archiválva 2011. január 5-i dátummal a Wayback Machine-ben – 2010 Summerhill]
- A derStandard interjúja Zoë Readhead-del Archiválva 2012. december 17-i dátummal a Wayback Machine-ben – 2009 Bécs (magyarul)
- Fóti Péter: Thomas Gordon viselkedési ablaka és A.S. Neill summerhilli iskolai demokratikus önkormányzata Archiválva 2009. december 29-i dátummal a Wayback Machine-ben PDF – Tani-tani 2004/1-2 szám 91-100. old.
- Summerhill és A.S. Neill[halott link] – Kossuth Rádió: Iskolapélda, 2005 január. Beszélgetés Fóti Péterrel
- Fóti Péter: Summerhillről magyarul Archiválva 2016. március 5-i dátummal a Wayback Machine-ben PDF – Tani-tani 2004/2005, 4. szám, 75-87. old.
- Fóti Péter: Roxfort vagy Summerhill –„Másmilyen iskolák” Archiválva 2011. január 4-i dátummal a Wayback Machine-ben – Fordulópont, 2006/3. 15-42. old.
- A BBC 2008-ban bemutatott játékfilmje Summerhill peréről és két Summerhillbe kerülő gyerek sorsáról Archiválva 2010. március 23-i dátummal a Wayback Machine-ben (magyar felirattal)
- http://summerhill.paed.com (németül)
- Erich Fromm: Foreword – In: A.S. Neill: Summerhill (1960) (angolul)
- Summerhill: education for democracies (angolul)
- OFSTED report from 1999 (angolul)
- Sir Ken Robinson Summerhillről
- David Gribble: Real Education (Az igazi nevelés) – Summerhill